# Antonio Álvarez de Toledo y Enríquez de Ribera
Antonio Álvarez de Toledo y Enríquez de Ribera (Madrid, 26 de febrero de 1615 - 1 de junio de 1690) fue un miembro de la nobleza española, VII duque de Alba de Tormes y caballero de la orden del Toisón de Oro.

## Biografía
Antonio Álvarez de Toledo y Enríquez de Ribera fue el único hijo de la descendencia de Fernando Álvarez de Toledo y Mendoza, VI duque de Alba de Tormes, y su primera esposa Antonia Enríquez de Ribera Álvarez de Toledo, hija del marqués de Villanueva del Río, quien poco después heredó el título como V marquesa de Villanueva del Río. Recibió de su madre, la marquesa, su título y el Palacio de las Dueñas, ubicado en Sevilla.
Casó en primer lugar en 1626 con Mariana Fernández de Velasco y Fernández de Córdoba, hija del V duque de Frías. Viudo, volvió a casar en Madrid con Guiomar de Silva Mendoza Corella, el 22 de septiembre de 1656, hija del I marqués de Orani.
Tuvieron de estos dos matrimonios dos hijos varones: Antonio Álvarez de Toledo y Fernández de Velasco, quien fue el VIII duque de Alba de Tormes y Francisco Álvarez de Toledo y Silva, luego X duque de Alba de Tormes.
Falleció el 1 de junio de 1690.

## Títulos nobiliarios
- VII duque de Alba de Tormes
- V duque de Huéscar
- IV duque de Galisteo
- VIII condado de Lerín condestable de Navarra
- X marqués de Coria
- VI marqués de Villanueva del Río
- VII conde de Salvatierra de Tormes
- VI conde de Piedrahíta
- IX conde de Osorno
- XI señor de Valdecorneja